# Marocko i olympiska vinterspelen 2010
Marocko deltog med en deltagare vid de olympiska vinterspelen 2010 i Vancouver. Landets deltagare erövrade ingen medalj.